# Браунхилл, Джош
Джо́шуа Бра́унхилл (англ. Joshua Brownhill; род. 19 декабря 1995, Уоррингтон), более известный как Джош Бра́унхилл (англ. Josh Brownhill) — английский футболист, центральный полузащитник.

## Клубная карьера
Уроженец Уоррингтона, Чешир, Джош выступал за молодёжные команды «Уоррингтон Таун», «Манчестер Юнайтед» и «Престон Норт Энд».
8 октября 2013 года дебютировал в основном составе «Престона» в матче Трофея Футбольной лиги против «Олдем Атлетик». Четыре дня спустя дебютировал в Лиге 1 в матче против «Кру Александра». 19 октября Джош забил свой первый гол за «Престон» в матче Лиги 1 против «Джиллингема», а главный тренер клуба Саймон Грейсон высоко оценил его выступление в целом. Всего Браунхилл провёл за «Престон Норт Энд» 64 матча и забил 6 мячей с декабря 2013 по январь 2016 года.
14 января 2016 года Джош отправился в аренду в «Барнсли» до окончания сезона 2015/16. Он сразу же стал игроком стартового состава, дебютировав за «дворняг» в матче против «Шрусбери Таун» 16 января. 6 марта Браунхилл забил свой первый гол за «Барнсли» в матче против «Уолсолла». Он помог команде выиграть Трофей Футбольной лиги и плей-офф Лиги 1, благодаря чему команда обеспечила своё возвращение в Чемпионшип. Всего за пять месяцев аренды он сыграл за команду 27 матчей и забил 3 мяча.
Летом 2016 года Браунхилл в качестве свободного агента перешёл в «Бристоль Сити», подписав с клубом двухлетний контракт. До этого он отказался продлевать свой контракт с «Престоном». 6 августа 2016 года дебютировал за «зарянок» в матче Чемпионшипа против «Уиган Атлетик». 29 апреля 2017 года забил свой первый гол за «Бристоль Сити» в матче Чемпионшипа против "Брайтон энд Хоув Альбион. Всего за клуб он провёл 161 матч и забил 17 мячей с августа 2016 по январь 2020 года.
30 января 2020 года Браунхилл перешёл в клуб Премьер-лиги «Бернли», подписав контракт сроком на четыре с половиной года и с опцией продления ещё на год. Сумма трансфера составила, по некоторым данным, 9 млн фунтов. 22 февраля 2020 года Джош дебютировал в Премьер-лиге, выйдя на замену Джеку Корку в добавленное время матча против «Борнмута».

## Достижения

### Командные
«Барнсли»
- Обладатель Трофея Футбольной лиги: 2015/16[16]
- Победитель плей-офф Лиги 1 Английской футбольной лиги: 2015/16[17]

«Бернли»
- Победитель Чемпионшипа Английской футбольной лиги: 2022/23

### Личные
- Команда года Чемпионшипа Английской футбольной лиги: 2022/23
- Команда года по версии ПФА: Чемпионшип 2022/23
- Игрок месяца Чемпионшипа Английской футбольной лиги: апрель 2025